# Disruptor (Computerspiel)
Disruptor ist ein Videospiel aus dem Genre Ego-Shooter, das 1996 für die PlayStation erschien. Dieses Spiel war somit die erste Entwicklung des US-amerikanischen Unternehmens Insomniac Games und wurde von Vivendi Universal Games veröffentlicht. Darüber hinaus erhielt Disruptor in Videospielmagazinen und Online-Plattformen gute Kritiken.

## Spielprinzip

### Allgemein
Der Spieler schlüpft in die Rolle des Jack Curtis. Als Rekrut der LightStormers Corps besteht die Aufgabe darin, 13 Level zu überwinden. Der Spieler wird zu jedem Levelbeginn von der Basis aus in das Einsatzgebiet teleportiert. Diese Gebiete befinden sich meist auf anderen Planeten wie zum Beispiel dem Mars oder dem Jupiter. Dabei muss der Spieler bestimmte Aufgaben erfüllen, die zum einen aus Einsammeln von Gegenständen, und zum anderen aus Zerstören von bestimmten Objekten bestehen. Der Spieler besitzt physikalische Waffen (insgesamt neun Waffen) und durch ein Gehirnimplantat auch sogenannte psionische Fähigkeiten, die es ermöglichen, die Gegner auch ohne physikalische Waffen zu töten. Diese Kraft wird durch psionische Punkte gemessen, die man während des Spieles erhält. Setzt der Spieler eine psionische Fähigkeit ein, werden nach jedem Gebrauch psionische Punkte abgezogen. Am Ende eines Einsatzes erscheint eine Zusammenfassung mit Angabe der Treffer sowie der Erfolgsquote (Absolvierung des gesamten Levels).
Die ersten drei Level fungieren als Training, dabei soll sich der Spieler mit dem Umgang der Waffen sowie seiner Fähigkeiten vertraut machen, auch ist es wichtig, die Steuerung im Spiel zu beherrschen wie zum Beispiel das Springen von Plattformen, ohne dabei in den Tod zu stürzen. Die weiteren Level sind im Spiel die ernsten Einsätze.
Zwischen jedem Level wird eine Zwischensequenz mit realen Darstellern abgespielt und soll dem Spieler das derzeitige Geschehen näherbringen.
Das Spiel verfügt weiterhin über einen Übungsmodus (Practice Mode), in dem der Spieler fünf Einsätze absolvieren kann.
Es ist möglich, dieses Spiel auch ohne bestehende Memory Card zu spielen, da nach jedem Erreichen eines Levels ein Code in Form der Controller-Tasten der PlayStation erscheint, um wieder an diejenige Stelle zu gelangen, wo der Spieler vorher aufgehört hat. Die Eingabe des Codes erfolgt über das Hauptmenü.

### Leveldesign
Allgemein ist das Leveldesign untereinander abwechslungsreich gestaltet. Der Spieler wird auf Planeten teleportiert (Mars, Jupiter), durch Höhlensysteme oder Labore geschickt. Sogar eine Art „Traumwelt“ muss man ohne Waffen und nur mit wenigen psionischen Fähigkeiten bestehen. Die Einsatzgebiete umfassen den Mars, Jupiter, Antarktis, Chemiefabriken, Schwefelminen und eine Raumstation.

## Waffen

### Physikalische Waffen
Der Spieler erhält im Laufe des Spiels bis zu sieben verschiedene Waffen (18-mm-Pistole/-Automatik, AM-Blaster, Verfolgungsgeschütz, AM-Zyklone, Phasen-Repetiergeschütz) und zwei seltene Waffen (Plasma-Lanze, Zodiak). Diese beiden (im Spiel sogenannte „illegalen Waffen“) werden nach Prozenten und einmaligem Benutzen verbraucht und können in Geheimverstecken gefunden werden. Standardwaffe ist die 18-mm-Pistole bzw. die 18-mm-Automatik. Weitere Waffen sind im Spielverlauf bei neueren Gegnern zu finden.

### Psionische Kräfte
Der Spieler erhält neben seinem physikalischen Waffenarsenal psionische Kräfte. Diese Kräfte bauen sich im späteren Verlauf des Spieles weiter aus und man verfügt über eine größere Anzahl psionischer Fähigkeiten. Durch ein Punktesystem werden durch den Einsatz dieser Kräfte Punkte verbraucht, die wiederum durch eine bestimmte psionische Angriffstechnik (im Spiel „Drain“ genannt), Psi-Punkte generieren lässt. Wendet man die Aktion Drain auf einen Gegner an, hinterlässt dieser eine Energiekugel. Diese erscheinen für acht Sekunden und der Spieler hat die Möglichkeit, diese einzusammeln, um das Punktesystem wieder aufzuwerten. Die Anzahl dieser Kugeln hängt dabei von der Angriffsstärke des jeweiligen Gegners ab. Insgesamt erhält der Spieler sechs psionische Fähigkeiten.
| Psionische Kraft | Wirkung | Punkteverbrauch |
| ---------------- | --- | --------------- |
| Schock           | Nahkampftechnik | 5 Punkte        |
| Drain            | Schwache Technik, jedoch wichtig für die Aufwertung der psionischen Punkte                                              |                 |
| Heilung          | Der Spieler erhält 20 % der Lebenspunkte (pro Heilung) zurück                                                           | 20 Punkte       |
| Schild           | Schutz vor Gegnern, hält solange wie man die Taste gedrückt hält und solange der Spieler über psionische Punkte verfügt |                 |
| Blast            | Schlagkräftige Kraft, die mehrere Gegner im Umkreis ausschaltet                                                         | 25 Punkte       |
| Terablast        | Aufrüstung des Blasts, diese Kraft ermöglicht den Einsatz durch Wände                                                   |                 |

## Mitwirkung

### Entwickler
Insomniac Games

Ted Price

Craig Stritt
Universal Interactive Studios

Rob Biniaz

Mark Cerny
Musik

David Bergeaud

### Darsteller (Zwischensequenz)
Jack Curtis (Spieler) – Don Jeffcoat

Blake Curtis – Anthony Palermo

Troy Alexander – Trae Thomas

President Krieger – Vaughn Armstrong

Eve – Christine Champion

## Rezeption

### Bewertung in Spielemagazinen
Insgesamt erhielt Disruptor positive Kritiken und wird heute sogar als Klassiker bezeichnet. Das Spiel erhielt auf GameRankings eine Durchschnittswertung von 80 %, wobei sechs Kritiken (siehe Tabelle) mit in diese Bewertung flossen. Auf MobyGames erhielt das Spiel 82 von 100 Punkten.
| Reviews              | Datum   | Bewertung |
| -------------------- | ------- | --------- |
| HonestGamer          | 11/2005 | 9/10      |
| Electric Playground  | 04/2004 | 8,5/10    |
| IGN                  | 01/1997 | 8/10      |
| EGM                  | 06/2003 | 7,5/10    |
| GameSpot             | 12/1996 | 7/10      |
| Absolute PlayStation | 11/1996 | 8/10      |

### Kritik an der Bewerbung
Das Spiel sorgte vor der Veröffentlichung für Diskussionen, da auf einem Werbebild ein Teddybär mit einem übergroßen Einschussloch im Bauch abgebildet war. Dabei handelte es sich um ein vom Activision herausgegebenes Motiv.